# Gabriele Ferro
Gabriele Ferro (Pescara, 15 novembre 1937) est un chef d'orchestre italien.

## Biographie
Le fils du compositeur Pietro Ferro, Gabriele Ferro étudie au Conservatoire Sainte Cécile de Rome, le piano, la composition et la direction d'orchestre avec Franco Ferrara. En 1970, après avoir, remporté le concours des jeunes chefs d'orchestre de la RAI, il dirige régulièrement l'Orchestre de la RAI, La Scala de Milan à l'invitation de Claudio Abbado et l'Orchestre de Sainte Cécile.
À l'international, il dirige notamment l'Orchestre symphonique de Vienne et le Symphonique de Bamberg, l'Orchestre de la Suisse romande, l'Orchestre philharmonique de Radio France et l'Orchestre symphonique de la BBC et fait ses débuts américains à Cleveland en 1978. De 1979 à 1981, il est à la tête de l'Orchestre symphonique de Sicile à Palerme et puis premier chef d'orchestre de l'Orchestre de la RAI (1988–1990) et chef d'orchestre de l'Opéra de Stuttgart (1992–1997). Son répertoire comprend des œuvres de compositeurs contemporains tels que Luciano Berio, Aldo Clementi, Bruno Maderna, Karlheinz Stockhausen, György Ligeti et Luigi Nono. Enregistrant également la première de la Symphonie lyrique de Zemlinsky et créant des œuvres de Flavio Testi (Cori di Santiago, 1976), Gérard Grisey (Les Espaces acoustiques, 1981), Wolfgang Rihm (In Schrift, 1995), Milko Kelemen (Für Anton, 1996).
Depuis 1978, Ferro s'est fait un nom en tant que directeur d'opéra et il a dirigé, entre autres, à l'Opéra de La Fenice à Venise, le Teatro comunale de Florence, dans le l'Opéra de Covent Garden à Londres, le Deutsche Oper de Berlin et les Opéras de Chicago, San Francisco, Los Angeles et Tel-Aviv.
Entre 1999 et 2003, Ferro dirige le Teatro San Carlo de Naples et depuis 2001 le premier chef d'orchestre invité au Teatro Massimo de Palerme. Il a enregistré pour les labels Deutsche Grammophon, Sony et Emi.

## Discographie sélective
Les Pêcheurs de perles de Georges Bizet : Parizia Ciofi, Dmitry Korchak, Dario Solari, Robert Tagliavini, Orchestra, Coro E Corpo di Ballo del Teatro Di San carlo, direction Gabriele Ferro. 1 DVD & Blu-ray Unitel classic 2014